# Jüdischer Friedhof (Gladbach)

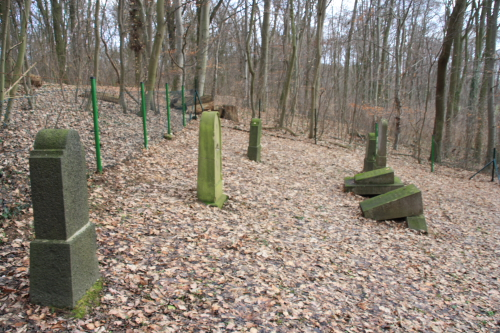
Jüdischer Friedhof in Gladbach

Der Jüdische Friedhof in Gladbach, einem Ortsteil von Vettweiß im Kreis Düren (Nordrhein-Westfalen), wurde 1886 angelegt. Er ist ein geschütztes Baudenkmal.
Früher gehörte der Waldfriedhof zu Müddersheim, heute befindet er sich in der Gemarkung Gladbach. Da er mitten im Wald liegt, ist er nur über einen Trampelpfad zu erreichen.
Der jüdische Friedhof wurde am Ende des Müddersheimer Weges am Wald am Abhang zum Neffelbach angelegt. Der Begräbnisplatz mit einer Fläche von 12 m × 17 m ist von einem Maschendrahtzaun umgeben, das Tor ist verschlossen. Wegen des dichten Laubbaumdaches ist der Friedhofsgrund Waldboden. Der Friedhof wurde von 1886 bis 1937 belegt. Es sind noch sieben Grabsteine (Mazewot) vorhanden. Früher wurden hier Juden aus Müddersheim, Sievernich und Gladbach begraben. 